# جين دونكان
جين دونكان (بالإنجليزية: Jane Duncan)‏ هي مهندسة معمارية بريطانية، ولدت في يوليو 1953.

## وصلات خارجية
- الموقع الرسمي